# بن باتلر
بن باتلر (انگلیسی: Ben Butler; – ۱۳ مهٔ ۱۹۱۶ (aged 29)) بازیکن فوتبال اهل پادشاهی متحد بریتانیای کبیر و ایرلند بود.
از باشگاه‌هایی که در آن بازی کرده‌است می‌توان به باشگاه فوتبال کویینز پارک رنجرز و باشگاه فوتبال ردینگ اشاره کرد.